# Test Sobela
Test Sobela (ang. Sobel test) – test istotności statystycznej modelu analizy mediacji. Jest to szczególna, zmodyfikowana postać testu t. Zastosowanie testu Sobela pozwala odpowiedzieć na pytanie, czy zmniejszenie efektu zmiennej niezależnej na zmienną zależną (po uwzględnieniu mediatora) jest istotnym zmniejszeniem i czy w związku z tym efekt mediacji jest statystycznie istotny. 
Test Sobela jest uważany za bardzo konserwatywny i w związku z tym ma bardzo małą moc statystyczną.
Twórcą testu jest Michael E. Sobel, profesor Columbia University w Nowym Jorku. Swój pomysł na test przedstawił po raz pierwszy w publikacji z 1982 r. pt. Asymptotic confidence intervals for indirect effects in structural equation models (s. 290-312), będącej częścią pracy "Sociological Methodology", pod redakcją S. Leinhardta.